# Rochedos Rabisha
Os Rochedos Rabisha (em búlgaro:  скали Рабиша, ‘Skali Rabisha’ ska-'li ra-'bi-sha) são um grupo de rochedos fora da costa norte da Ilha Greenwich nas Ilhas Shetland do Sul, Antártica situados 1,5 km (0,93 mi) a nordeste dos Rochedos Voluyak, 1,3 km (0,81 mi) a norte da Ilha Kabile e 1,8 km (1,12 mi) a oeste de Ilha Ongley.
Os rochedos receberam o nome do assentamento de Rabisha e ao lago homônimos na Bulgária norte-ocidental.

## Localização
Os rochedos Rabisha estão localizados em 62° 25′ 33,5″ S, 59° 56′ 22″ O (Mapeamento búlgaro em 2009).

## Mapa
- L.L. Ivanov. Antártica: Ilha Livingston e Ilhas Greenwich, Robert, da Neve e Smith. Scale 1:120000 topographic map.  Troyan: Manfred Wörner Foundation, 2009.  ISBN 978-954-92032-6-4

## Ligações Externas
- Rochedos Rabisha.